# John Albert Abbey
Pour les articles homonymes, voir John Abbey (homonymie) et Abbey.
John Albert Abbey (né au Chesnay le 1er septembre 1843 et mort à Versailles le 1er août 1930) est un facteur d'orgues français.

## Biographie

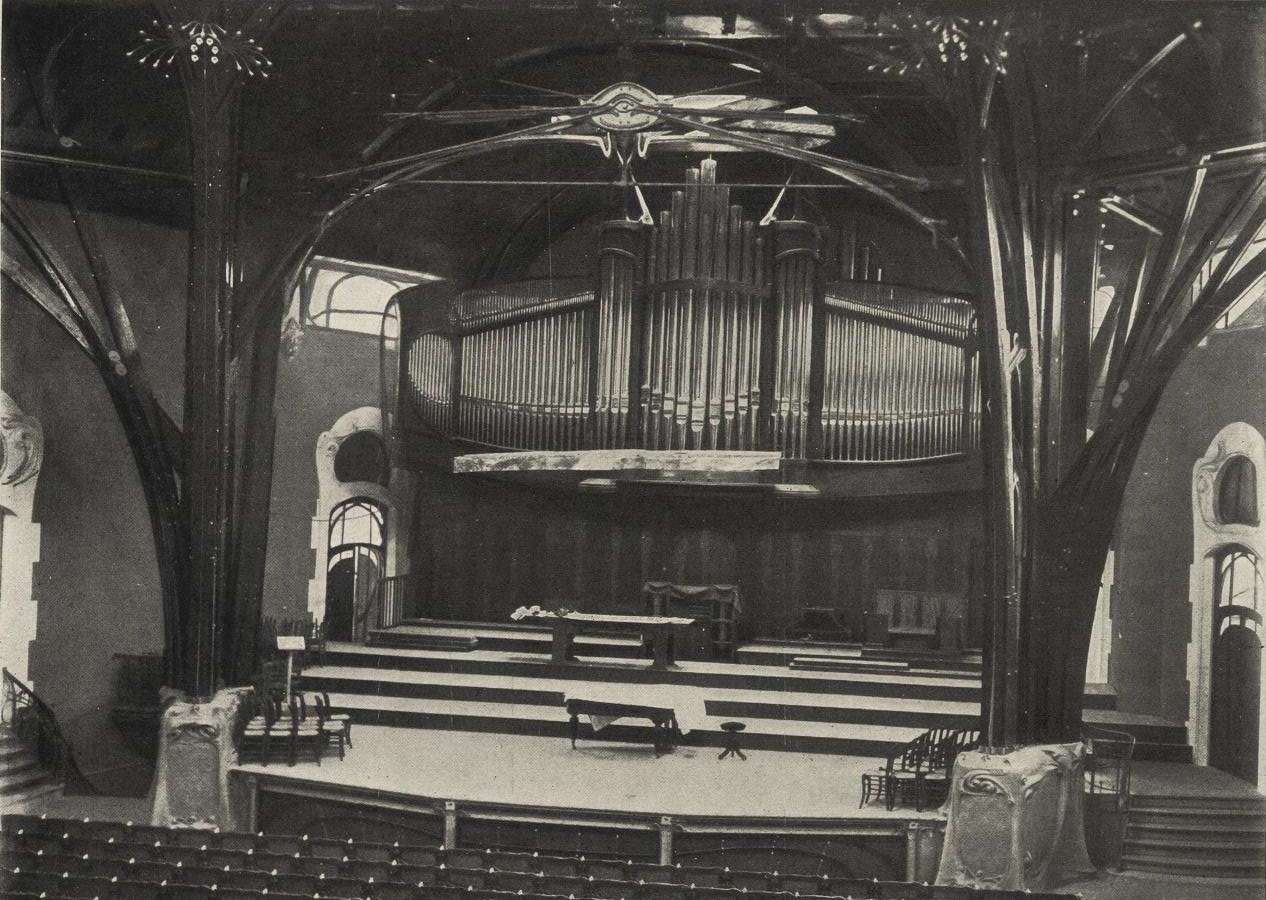
Orgue Abbey de la salle Humbert de Romans, remonté en 1905 dans l'église Saint-Vincent-de-Paul de Clichy.

Fils de John Abbey, il fut chargé de reconstruire, entre autres :
- L'orgue de l'église Notre-Dame de Louviers,
- L'orgue de la cathédrale Saint-Étienne de Châlons. Ce dernier, édifié initialement par John Abbey de 1837 à 1847, a été refait et agrandi par John Albert et son frère Eugène, avec qui il était associé sous la raison sociale ABBEY FRÈRES, de 1895 à 1898[2],
- L'orgue de l'église Notre-Dame-de-Lourdes de Bohain-en-Vermandois,
- En 1873, il construit avec son frère l'orgue de l'église Saint-Jean-Baptiste de Neuilly-sur-Seine[3],
- En 1923, la maison Abbey modernise l'orgue de l'église Notre-Dame-de-Grâce de Passy.

Son fils John Mary Abbey est également facteur d'orgue.